# Quận Santa Cruz, Arizona
Quận Santa Cruz là một quận thuộc tiểu bang Arizona, Hoa Kỳ. Theo điều tra dân số năm 2000 của Cục điều tra dân số Hoa Kỳ, quận có dân số 38.381 người 2. Quận lỵ đóng ở Nogales.6

## Địa lý
Theo Cục điều tra dân số Hoa Kỳ, quận có tổng diện tích 3207 km2, trong đó có 1 km2 là diện tích mặt nước.